# Aimé Haegeman
Aimé Haegeman, född 19 oktober 1861, död 1935, var en belgisk ryttare.
Haegeman blev olympisk guldmedaljör i hoppning vid sommarspelen 1900 i Paris.